# توشيا ماساناو
توشيا ماساناو (باليابانية: 土屋政直؛ بالكانا: つちや まさなお) هو ساموراي ياباني، ولد في 1641، وتوفي في 23 ديسمبر 1722.